# Пріпонешть (комуна)
Пріпонешть, Пріпонешті (рум. Priponești) — комуна у повіті Галац в Румунії. До складу комуни входять такі села (дані про населення за 2002 рік):
- Лієшть (290 осіб)
- Пріпонешть (519 осіб)
- Пріпонештій-де-Жос (579 осіб)
- Хуштіу
- Чорешть (1210 осіб)

Комуна розташована на відстані 211 км на північний схід від Бухареста, 86 км на північний захід від Галаца, 119 км на південь від Ясс, 149 км на схід від Брашова.

## Населення
За даними перепису населення 2002 року у комуні проживали 2598 осіб.
Національний склад населення комуни:
| Національність | Кількість осіб | Відсоток |
| -------------- | -------------- | -------- |
| румуни         | 2592           | 99,8%    |
| цигани         | 6              | 0,2%     |

Рідною мовою назвали:
| Мова      | Кількість осіб | Відсоток |
| --------- | -------------- | -------- |
| румунська | 2592           | 99,8%    |
| циганська | 6              | 0,2%     |

Склад населення комуни за віросповіданням:
| Релігія     | Кількість осіб | Відсоток |
| ----------- | -------------- | -------- |
| православні | 2588           | 99,6%    |
| адвентисти  | 9              | 0,3%     |
| унітарії    | 1              | < 0,1%   |